# Nordamerikanische Meisterschaften im Sommerbiathlon 2008
Die Nordamerikanischen Meisterschaften im Sommerbiathlon 2008 wurden vom 4. September bis zum 7. September des Jahres im kanadischen Canmore, Alberta ausgetragen.
Die kontinentalen Titelkämpfe wurden von den Sportlern aus dem Gastgeberland dominiert. Athleten aus den USA waren fast nicht am Start, die wenigen entsandten Starter zählten auch nicht zur Spitze der US-Biathleten. Mit dem Franzosen Ferréol Cannard und der Neuseeländerin Sarah Murphy waren zwei Sportler aus Gastländern am Start. Es gab Wettbewerbe auf Skirollern und im Crosslauf.

## Männer Rollerski

### Einzel 20 km
| Platz | Sportler          | Schieß- fehler | Zeit    |
| ----- | ----------------- | -------------- | ------- |
| 1     | Scott Perras      | 0-3-1-1        | 57.37   |
| 2     | Maxime Leboeuf    | 2-0-1-1        | 58.14   |
| 3     | Patrick Côté      | 1-2-0-2        | 58.51   |
| 4     | David Johns       | 0-1-1-0        | 59.02   |
| 5     | Brendan Green     | 2-2-1-0        | 59.13   |
| 6     | Ferréol Cannard   | 0-2-0-2        | 59.16   |
| 7     | Nathan Smith      | 3-2-1-1        | 1:00:15 |
| 8     | François Leboeuf  | 0-1-2-1        | 1:00:20 |
| 9     | Tyson Smith       | 1-1-2-1        | 1:00:55 |
| 10    | Jaime Robb        | 1-3-1-2        | 1:01:46 |
| 11    | Marc Andrè Bédard | 1-1-3-1        | 1:02:07 |
| 12    | Mateusz Stachura  | 2-3-0-2        | 1:03.14 |
| 13    | Daniel Robb       | 1-0-2-1        | 1:07:34 |
| 14    | Jon Skinstad      | 1-2-2-2        | 1:10:19 |
| 15    | Alexander Dumond  | 2-4-1-3        | 1:13:02 |
| 16    | Philip Eriksson   | 1-1-2-3        | 1:13:11 |
| 17    | Paul Wolochuk     | 0-3-1-2        | 1:15:47 |
| 18    | Johnathan Forward | 0-1-3-4        | 1:17:04 |

Datum: Donnerstag, 4. September 2008

Es starteten 18 von 19 gemeldeten Athleten aus drei Ländern.
Bei den gleichzeitigen Rennen der Junioren gewann der US-Amerikaner Leif Nordgren vor dem Kanadier Kurtis Wenzel und Wynn Roberts (USA).

### Sprint 10 km
| Platz | Sportler                | Schieß- fehler | Zeit  |
| ----- | ----------------------- | -------------- | ----- |
| 1     | Jean-Philippe Leguellec | 0-1            | 25:45 |
| 2     | Ferréol Cannard         | 0-1            | 26:03 |
| 3     | Patrick Côté            | 0-2            | 26:42 |
| 4     | Marc Andrè Bédard       | 0-1            | 26:44 |
| 5     | Scott Perras            | 1-3            | 26:45 |
| 6     | Tyson Smith             | 0-1            | 27:1  |
| 7     | Jaime Robb              | 1-2            | 27:14 |
| 8     | François Leboeuf        | 1-0            | 27:24 |
| 9     | Maxime Leboeuf          | 1-0            | 27:36 |
| 10    | Nathan Smith            | 1-3            | 27:44 |
| 11    | Robin Clegg             | 0-3            | 27:57 |
| 12    | Mateusz Stachura        | 1-2            | 28:21 |
| 13    | Brendan Green           | 3-2            | 28:29 |
| 14    | David Johns             | 1-2            | 28:36 |
| 15    | Yannick Letailleur      | 0-2            | 28:47 |
| 16    | Joel Pacas              | 3-0            | 30:25 |
| 17    | Daniel Robb             | 0-2            | 30:52 |
| 18    | Alexandre Dumond        | 2-1            | 31:05 |
| 19    | Stuart Lodge            | 1-4            | 31:11 |
| 20    | Philip Eriksson         | 1-2            | 33:19 |
| 21    | Johnny Forward          | 2-1            | 34:12 |
| 22    | Jon Skinstad            | 2-4            | 34:29 |
| 23    | Aaron Scott             | 1-3            | 37:22 |

Datum: Samstag, 6. September 2008

Es starteten 23 Athleten aus drei Ländern. Jon Skinstad erhielt eine Zeitstrafe von zwei Minuten.
Beim gleichzeitigen Wettbewerb der Junioren gewann der Kanadier Matt Neumann vor den US-Amerikanern Wynn Roberts und Leif Nordgren.

### Verfolgung 12,5 km
| Platz | Sportler                | Schieß- fehler | Zeit  |
| ----- | ----------------------- | -------------- | ----- |
| 1     | Jean-Philippe Leguellec | 1-0-0-0        | 36:40 |
| 2     | Ferréol Cannard         | 0-1-0-0        | 37:26 |
| 3     | Patrick Côté            | 1-0-1-1        | 37:51 |
| 4     | Scott Perras            | 2-2-1-3        | 38:32 |
| 5     | Jaime Robb              | 1-1-2-2        | 38:52 |
| 6     | Marc Andrè Bédard       | 2-1-1-2        | 39:03 |
| 7     | Tyson Smith             | 1-1-0-1        | 39:06 |
| 8     | Nathan Smith            | 3-1-1-0        | 39:08 |
| 9     | Maxime Leboeuf          | 1-1-3-1        | 39:17 |
| 10    | Robin Clegg             | 2-0-1-0        | 39:35 |
| 11    | Mateusz Stachura        | 0-1-3-1        | 39:43 |
| 12    | Brendan Green           | 0-1-3-2        | 39:48 |
| 13    | Yannick Letailleur      | 1-0-1-1        | 40:18 |
| 14    | David Johns             | 0-0-1-1        | 40:36 |
| 15    | Joel Pacas              | 1-1-3-2        | 43:19 |
| 16    | Stuart Lodge            | 0-1-3-2        | 43:40 |
| 17    | Daniel Robb             | 0-0-1-2        | 45:04 |
| 18    | Alexandre Dumond        | 0-1-3-1        | 45:58 |
| 19    | Jon Skinstad            | 4-3-3-1        | 48:55 |
| 20    | Philip Eriksson         | 1-2-0-5        | 49:07 |
| 21    | Aaron Scott             | 1-1-4-3        | 55:23 |
| –     | François Leboeuf        | 3-0-1-3        | DNF   |
| –     | Johnny Forward          | 3-2-0-         | DNF   |

Datum: Sonntag, 7. September 2008

Es starteten 23 Athleten aus drei Ländern.
Beim gleichzeitigen Juniorenrennen traten drei Sportler an. Leif Nordgren gewann vor Wynn Roberts (beide USA) und Matt Neumann (Kanada).

## Männer Crosslauf

### Sprint 4 km
| Platz | Sportler    | Schieß- fehler | Zeit  |
| ----- | ----------- | -------------- | ----- |
| 1     | Aaron Scott | 1-2            | 19:59 |
| 2     | Andrew Lyon | 2-4            | 25:24 |

Datum: Samstag, 6. September 2008

Es starteten 2 von 2 gemeldeten Athleten aus zwei Ländern.

### Verfolgung 5 km
| Platz | Sportler        | Schieß- fehler | Zeit  |
| ----- | --------------- | -------------- | ----- |
| 1     | Philip Eriksson | 3-2-4-2        | 33:36 |
| 2     | Aaron Scott     | 1-3-3-2        | 37:55 |
| 3     | Ian Beales      | 1-1-1-1        | 39:08 |
| 4     | Andrew Lyon     | 2-3-0-3        | 43:23 |

Datum: Sonntag, 7. September 2008

Es starteten 4 von 4 gemeldeten Athleten aus zwei Ländern.

## Frauen Rollerski

### Einzel 20 km
| Platz | Sportler            | Schieß- fehler | Zeit    |
| ----- | ------------------- | -------------- | ------- |
| 1     | Zina Kocher         | 0-3-0-1        | 50:19   |
| 2     | Megan Imrie         | 1-2-2-1        | 53:25   |
| 3     | Megan Tandy         | 1-1-1-2        | 54:06   |
| 4     | Claude Godbout      | 3-0-1-0        | 55:33   |
| 5     | Sarah Murphy        | 1-0-3-0        | 56:07   |
| 6     | Jessica Sedlock     | 2-2-2-2        | 57:24   |
| 7     | Melanie Schultz     | 2-2-1-1        | 58:37   |
| 8     | Brynden Manbeck     | 0-0-0-2        | 59:20   |
| 9     | Alicia Hurley       | 1-2-1-1        | 1:02:17 |
| 10    | Tana Chesham        | 0-2-1-1        | 1:02:50 |
| 11    | Tatiana Vukadinovic | 2-0-2-1        | 1:06:36 |
| 12    | Kathryn Stone       | 2-1-4-2        | 1:07:06 |
| 13    | Jytte Apel          | 1-3-0-3        | 1:10:10 |
| 14    | Betsy Mawdsley      | 4-0-4-2        | 1:14:42 |
| 15    | Annik Levesque      | 3-2-4-3        | 1:16:23 |
| –     | Lindsey Bolivar     | 1-1-           | DNF     |

Datum: Donnerstag, 4. September 2008

Es starteten 17 Athleten aus drei Ländern.

### Sprint 10 km
| Platz | Sportler            | Schieß- fehler | Zeit  |
| ----- | ------------------- | -------------- | ----- |
| 1     | Megan Imrie         | 0-1            | 25:31 |
| 2     | Megan Tandy         | 3-0            | 26:04 |
| 3     | Melanie Schultz     | 2-0            | 27:33 |
| 4     | Jessica Sedlock     | 4-1            | 27:36 |
| 5     | Sarah Murphy        | 2-3            | 28:49 |
| 5     | Jodi Etcheverry     | 0-2            | 28:49 |
| 7     | Lindsey Bolivar     | 2-0            | 28:56 |
| 8     | Claude Godbout      | 4-1            | 29:02 |
| 9     | Rosanna Crawford    | 2-1            | 29:20 |
| 10    | Alicia Hurley       | 2-0            | 29:57 |
| 11    | Brynden Manbeck     | 1-1            | 30:33 |
| 12    | Annik Levesque      | 0-1            | 30:34 |
| 13    | Tatiana Vukadinovic | 0-3            | 31:08 |
| 14    | Jytte Apel          | 1-1            | 31:51 |

Datum: Samstag, 6. September 2008

Es starteten 14 von 15 gemeldeten Athletinnen aus drei Ländern.
Beim gleichzeitigen Juniorinnenrennen gewann Tana Chesham aus Kanada vor ihren Landsfrauen Kathryn Stone und Carly Shiell.

### Verfolgung 12,5 km
| Platz | Sportler            | Schieß- fehler | Zeit  |
| ----- | ------------------- | -------------- | ----- |
| 1     | Megan Imrie         | 1-0-1-2        | 38:05 |
| 2     | Zina Kocher         | 2-0-3-2        | 39:24 |
| 3     | Megan Tandy         | 1-1-1-2        | 40:01 |
| 4     | Sarah Murphy        | 0-2-1-1        | 40:42 |
| 5     | Jessica Sedlock     | 2-2-2-2        | 41:15 |
| 6     | Melanie Schultz     | 1-3-1-1        | 41:35 |
| 7     | Rosanna Crawford    | 0-1-1-1        | 41:41 |
| 8     | Claude Godbout      | 2-2-3-2        | 42:55 |
| 9     | Jodi Etcheverry     | 1-1-1-3        | 43:10 |
| 10    | Lindsey Bolivar     | 1-1-1-1        | 44:24 |
| 11    | Alicia Hurley       | 0-2-1-1        | 45:41 |
| 12    | Tatiana Vukadinovic | 0-1-1-1        | 47:36 |
| 13    | Jytte Apel          | 1-1-2-2        | 48:45 |
| 14    | Annik Levesque      | 3-1-1-2        | 49:39 |

Datum: Sonntag, 7. September 2008

Es starteten 14 von 15 gemeldeten Athletinnen aus drei Ländern.

## Frauen Crosslauf

### Sprint 3 km
| Platz | Sportler           | Schieß- fehler | Zeit  |
| ----- | ------------------ | -------------- | ----- |
| 1     | Annik Levesque     | 0-2            | 18:23 |
| 2     | Jacqueline Akerman | 3-1            | 20:31 |
| 3     | Chantal Prosser    | 3-2            | 25:23 |

Datum: Samstag, 6. September 2008

Es starteten 3 von 3 gemeldeten Athletinnen aus einem Land.

### Verfolgung 4 km
| Platz | Sportler        | Schieß- fehler | Zeit  |
| ----- | --------------- | -------------- | ----- |
| 1     | Annik Levesque  | 1-2-3-0        | 33:46 |
| 2     | Kathryn Stone   | 4-2-5-4        | 36:00 |
| 3     | Chantal Prosser | 1-3-3-4        | 44:03 |

Datum: Sonntag, 7. September 2008

Es starteten 3 von 3 gemeldeten Athletinnen aus einem Land.